# Вудс-Бей (Монтана)
Вудс-Бей (англ. Woods Bay) — переписна місцевість (CDP) в США, в окрузі Лейк штату Монтана. Населення — 676 осіб (2020).

## Географія
Вудс-Бей розташований за координатами 48°0′35″ пн. ш. 114°3′54″ зх. д. / 48.00972° пн. ш. 114.06500° зх. д. (48.009727, -114.064938).  За даними Бюро перепису населення США в 2010 році переписна місцевість мала площу 3,58 км², з яких 3,54 км² — суходіл та 0,04 км² — водойми.

## Демографія
Згідно з переписом 2010 року, у переписній місцевості мешкала 661 особа в 287 домогосподарствах у складі 199 родин. Густота населення становила 185 осіб/км².  Було 496 помешкань (139/км²).
Расовий склад населення:
| - 96,7 % — білих - 0,8 % — корінних американців - 0,2 % — азіатів |

До двох чи більше рас належало 2,3 %. Частка іспаномовних становила 2,1 % від усіх жителів.
За віковим діапазоном населення розподілялося таким чином: 19,4 % — особи молодші 18 років, 60,2 % — особи у віці 18—64 років, 20,4 % — особи у віці 65 років та старші. Медіана віку мешканця становила 48,1 року. На 100 осіб жіночої статі у переписній місцевості припадало 100,9 чоловіків;  на 100 жінок у віці від 18 років та старших — 98,1 чоловіків також старших 18 років.
Середній дохід на одне домашнє господарство  становив 58 817 доларів США (медіана — 48 380), а середній дохід на одну сім'ю — 73 236 доларів (медіана — 66 500). За межею бідності перебувало 5,9 % осіб, у тому числі 0,0 % дітей у віці до 18 років та 0,0 % осіб у віці 65 років та старших.
Цивільне працевлаштоване населення становило 223 особи. Основні галузі зайнятості: будівництво — 18,4 %, освіта, охорона здоров'я та соціальна допомога — 16,6 %, оптова торгівля — 10,8 %, мистецтво, розваги та відпочинок — 9,4 %.